# Gianpaolo Romanato
Gianpaolo Romanato (Rovigo, 17 agosto 1947) è uno storico italiano.

## Biografia
Si è laureato in filosofia all’Università di Padova e specializzato alla Cattolica di Milano. Nell'ateneo patavino è stato professore associato di storia contemporanea fino alla pensione. È presidente del Comitato scientifico della casa museo Giacomo Matteotti di Fratta Polesine (Rovigo), presso la quale ha avviato la collana dei "Quaderni di Casa Matteotti". Dal 2007 fa parte del Pontificio Comitato di Scienze Storiche (Città del Vaticano), nominato da Benedetto XVI e confermato da Francesco. È stato relatore in numerosi convegni storici promossi dal Comitato in Italia e all’estero, i cui atti sono pubblicati dalla Libreria Editrice Vaticana. Collabora alle pagine culturali di vari giornali, tra i quali Avvenire e L’Osservatore Romano.
Il suo duraturo sodalizio intellettuale con lo storico delle religioni Ioan Petru Culianu, assassinato negli Stati Uniti nel 1991, è attestato dal nutrito carteggio, pubblicato in Romania e in Italia nella rivista Antares, 18/2021.
I suoi ambiti di interesse prevalenti sono la storia della Chiesa cattolica in età moderna, con particolare riguardo alla storia del papato e dell'espansione missionaria, nonché la storia italiana postunitaria, soprattutto in area veneta.

## Opere

### Libri
- G. Romanato, Cultura cattolica in Italia ieri e oggi, Marietti, 1980 (con Franco Molinari);
- G. Romanato, Pio X. La vita di papa Sarto, Rusconi, Milano 1992, pp. 341;
- G. Romanato, Daniele Comboni. L'Africa degli esploratori e dei missionari, Rusconi, Milano, 1998, pp. 368;
- G. Romanato, L’Africa nera fra Cristianesimo e Islam. L’esperienza di Daniele Comboni (1831-1881), Corbaccio, Milano, 2003, pp. 454 (edizione spagnola, Madrid, 2005);
- G. Romanato, Gesuiti, guaranì ed emigranti nelle Riduzioni del Paraguay, Longo editore, Ravenna, 2008, pp. 103 (edizione in spagnolo, Asunción, 2011).
- G. Romanato, L’Italia della vergogna nelle cronache di Adolfo Rossi (1857- 1921), Longo Editore, Ravenna, 2010, pp. 452, ISBN 978-88-8063-658-8.
- G. Romanato, Un italiano diverso. Giacomo Matteotti, Longanesi, Milano, 2010, pp. 330;
- G. Romanato, Pio X. Alle origini del cattolicesimo contemporaneo, Lindau, Torino, 2014, pp. 552, ISBN 978-88-6708-262-9 (premio Acqui Storia, 2015);
- G. Romanato, Le Riduzioni gesuite del Paraguay. Missione, politica, conflitti, Morcelliana, Brescia, 2021, pp. 412, ISBN 978-88-372-3532-1 (in preparazione l'edizione spagnola);
- G. Romanato, Giacomo Matteotti. Un italiano diverso, Bompiani, Milano, 2024, pp. 332, ISBN 978-88-301-0785-4.

### Curatele
- Religione e potere, Marietti, Casale Monferrato, 1981, pp. 254, in collaborazione con I. P. Culianu (edizione romena, Bucarest, 1996);
- Chiesa e società nel Polesine di fine Ottocento. Giacomo Sichirollo (1839-1911), Minelliana, Rovigo, 1991, pp. 452;
- Diocesi di Adria-Rovigo, Giunta Regionale del Veneto-Gregoriana Libreria Editrice, Padova, 2002 (Storia Religiosa del Veneto, 9), pp. 603;
- Giovanni Miani e il contributo veneto alla conoscenza dell’Africa. Esploratori, missionari, imprenditori, scienziati, avventurieri e giornalisti, Minelliana, Rovigo, 2005, pp. 352;
- Veneti in Canada, Regione del Veneto-Longo Editore Ravenna, Ravenna, 2011, pp. 318, ISBN 978-88-8063-684-7.
- Genealogia dei desideri. Pio X nella memoria del popolo dell'Alta Slesia. Genealogia pragnień. Pius X w pamięci ludności górnego Śląska, Atti del convegno svoltosi a Opole (Polonia), 26 giugno 2013, Libreria Editrice Vaticana, Città del Vaticano, 2015, pp. 248, ISBN 978-88-209-9577-5 (con M. Lenart).
- Riforma del cattolicesimo? Le attività e le scelte di Pio X, Atti del convegno svolto a Treviso-Venezia, 24-25 ottobre 2013, Libreria Editrice Vaticana, Città del Vaticano, 2016, pp. 600, ISBN 978-88-209-9783-0 (con G. Brugnotto).
- L’emigrazione italiana nel Rio Grande do Sul brasiliano (1875-1914). Fonti diplomatiche, Consiglio Regionale del Veneto-Longo Editore Ravenna, 2018, pp. 821 (con Vania Beatriz Merlotti Herédia);
- 1919-2019. Riforme elettorali e rivolgimenti politici in Italia, Quaderni di Casa Matteotti, 1, Cierre, Verona, 2020, pp. 140, ISBN 978-88-5520-071-4 (con Lodovica Mutterle)
- Italia 1919-1922. L’occasione perduta, Quaderni di Casa Matteotti, 4, Cierre, Verona, 2023, ISBN 978-88-5520-236-7.

### Saggi
- Ricordo di un amico. Ioan Petru Culianu, in Religion, Fiction and History. Essays in memory of Ioan Petru Culianu, Editor Sorin Antochi, 2 volumi, Nemira, Bucuresti (Romania), 2001 (1° volume, pp. 74-152). Lo stesso testo nella rivista “Antares”, Bietti editore, Milano, 18/2021.
- Le leggi antiecclesiastiche negli anni dell’unificazione italiana, in “Studi storici dell’Ordine dei Servi di Maria”, Volume 56-57, 2006-2007, Edizioni “Marianum”, Roma, 2007, pp. 1-120;
- Conclusioni, in Euntes in mundum universum. IV Centenario dell’istituzione della Congregazione di Propaganda Fide. 1622-2022, a cura di B. Ardura, L. Sileo, F. Belluomini, Urbaniana University Press, Roma, 2023, pp. 471 – 478. Isbn 978-88-401-9072-3.
- La Santa Sede e la Questione Romana, in Santa Sede e cattolici nel mondo postbellico. 1918-1922. Raccolta di studi nel centenario della conclusione della Prima Guerra Mondiale, a cura di M. Agostino, Pontificio Comitato di Scienze Storiche, Atti e Documenti, 55, Libreria Editrice Vaticana, Città del Vaticano, 2020, pp. 371-389, Isbn 978-88-266-0466-4.
- Missioni, istituzioni e culture. Romanizzazione e internazionalizzazione della Chiesa cattolica in età contemporanea, in A Reforma Teresiana em Portugal, Congresso internazionale, Fatima, 22-24 ottobre 2015, Ediçoes Carmelo, Marco de Canaveses (Portugal), 2017, pp. 363-370, Isbn 978-972-640-156-8.
- Achille Ratti in Polonia nel contesto del rinnovamento cattolico dopo la Prima guerra mondiale, in Nunzio in una terra di frontiera. Achille Ratti, poi Pio XI, in Polonia (1918-1921) – Nuncjus na ziemiach pogranicza. Achilles Ratti, pózniejszy Pios XI, w Polsce (1918-1921), a cura di Q.A.Bortolato e M. Lenart, Libreria Editrice Vaticana, Atti e Documenti 47, Città del Vaticano, 2017, pp. 23-34, Isbn 978-88-266-0031-4.
- Conclusione, in "Inutile strage". I cattolici e la Santa Sede nella Prima guerra mondiale, Raccolta di studi in occasione del centenario dello scoppio della Prima guerra mondiale (1914-2014), a cura di L. Botrugno, Libreria Editrice Vaticana, Atti e Documenti, 44, Città del Vaticano, 2016, pp. 695-704, ISBN 978-88-209-9683-3.
- Adolfo Rossi e l'emigrazione italiana nello Stato di San Paolo (1902), in Roberto Radünz e Vania Merlotti Herédia (orgs), Imigraçao e Sociedate. Fontes e acervos da imigraçao italiana no Brasil, Educs, Caxias do Sul, 2015, pp. 178-203, Isbn 978-85-7061-793-4.
- Il Sillabo 150 dopo. Alle origini di un documento controverso, "Il Pensiero Mazziniano", LXX, 3, settembre-dicembre 2015, pp. 92-102.
- Rio Grande do Sul e dintorni nel giudizio di esploratori, antropologi e viaggiatori italiani, in V. B. Merlotti Herédia e R. Radünz (organizadores), História e Imigração, Uducs (Editora da Universidade de Caxias do Sul), Caxias do Sul (RS, BR), 2011, pp. 197-214, Isbn 978-85-7061-610-4.
- Conclusioni, in La sollecitudine ecclesiale di Pio XI alla luce delle nuove fonti archivistiche, a cura di C. Semeraro, Libreria Editrice Vaticana, Città del Vaticano, 2010, pp. 441-448., Isbn 978-88-209-8344-4.
- La religione dell’anticlericalismo, in Alberto Mario nel 1° centenario   della morte, Atti del convegno nazionale di studio, Lendinara (Rovigo) 2-3 giugno 1983, pubblicazione del Comune di Lendinara, 1984, pp. 99-112.
- La riapertura dell’Abbazia dopo le vicende ottocentesche, in Spes una in reditu. Miscellanea di studi nel centenario della ripresa della vita monastica a Praglia 1904-2004, a cura di Francesco G. B. Tirolese, Badia di Santa Maria del Monte, Cesena, 2006 (Italia Benedettina, 26), pp. 13-29.
- Da Knoblecher a Comboni. Il contributo missionario all'esplorazione del bacino del Nilo, in Daniele Comboni fra Africa e Europa. Saggi storici, a cura di F. De Giorgi, EMI, Bologna, 1998, pp. 11-53.
- Le missioni fra esplorazione e colonialismo, in Pietro Savorgnan di Brazzà: dal Friuli al Congo Brazzaville, Olschki, Firenze, 2006, pp. 103-119.
- Il Veneto e l’Africa nel XIX secolo: Esploratori, amministratori, missionari, “Archivio Veneto”, vol. CLXIX (2007), pp. 203-225.
- La fine dello Stato Pontificio, in Singolarissimo giornale. I 150 anni dell’«Osservatore Romano», a cura di Antonio Zanardi Landi e Giovanni Maria Vian, Antonio Allemandi & C, Torino, 2010, pp. 39-54.
- Tempi e opere di Luigi Orione, in Immagini della vita di don Orione e della sua opera, Fondazione Cassa di Risparmio di Tortona, Tortona (Al), 2011, pp. 19-61.
- Un intellettuale divisivo e diviso: Ernesto Buonaiuti, in La coscienza divisa. Da Antonio Rosmini a Pietro Prini, a cura di A. Aguti, A. Loffi, W. Minella, G. Sandrini, Dipartimento di Lettere e Filosofia, Studi e Ricerche 27, Università degli Studi di Trento, 2021, pp. 83-103.
- Da papa re a pontefice universale. La svolta di Porta Pia, in La Breccia di Porta Pia. Raccolta di studi nel 150º anniversario (1870-2020), Libreria Editrice Vaticana, Città del Vaticano, 2022, pp. 227-245.
- Un papa venuto dal Veneto, in Il Papa senza corona. Vita e morte di Giovanni Paolo I, a cura di G.M. Vian, Carocci, Roma, 2022, pp. 49-76.
- L’inizio delle missioni cattoliche in Estremo Oriente. Alessandro Valignano, in Libellus quasi speculum. Studi offerti a Bernard Ardura, I, Libreria Editrice Vaticana, Città del Vaticano, 2022, pp. 627-64.
- L’emigrazione italiana nello stato brasiliano di Rio Grande do Sul (1875-1914), “Revista instituto histórico e geográfico do Rio Grande do Sul” (Dossiê 150 anos da imigração italiana), dezembro 2024, n. 167, pp. 55-87.